# 張信哲
張信哲（英文：Jeff Chang；1967年3月26日—），臺灣男歌手，代表作品有《爱如潮水》、《别怕我伤心》、《過火》等歌曲，曾獲第7屆金曲獎「最佳國語男演唱人獎」。

## 生涯

### 早年
張信哲出生於雲林縣西螺鎮，就學於西螺鎮中山國小、雲林縣私立正心高級中學、嘉義縣私立協同高級中學。张信哲是牧師之子，在教會裡受到音樂的啟蒙與訓練。

### 滾石／巨石時代（1989年－1995年）
張信哲在學校歌唱比賽被發掘，簽給滾石唱片的子公司巨石音樂，憑第一張專輯《說謊》一炮而紅，並一年內連續推出《憂鬱》、《忘記》兩張專輯、兩部電影和一部電視劇。並以《忘記》入圍第2屆金曲獎最佳男演唱人獎。
1992年結束服役后，張信哲回歸樂壇，推出的專輯《知道》依然暢銷。然而此時的張信哲感到自己的音樂事業進入瓶頸期，開始尋求轉型與突破，於是拒絕各種商業演出，沉寂一年時間打造新專輯《心事》。而這張專輯中的〈愛如潮水〉成為了將張信哲推上巔峰的最經典情歌，自此“哲式情歌”的音樂風格開始形成。
1994年，張信哲推出《等待》專輯，主打歌〈別怕我傷心〉成為張信哲的另一經典作品；與劉嘉玲合唱的〈有一點動心〉至今仍是KTV男女對唱最受歡迎的歌曲之一。

### EMI時代（1995年－1997年）
1995年，在與巨石音樂約滿後，張信哲成立了自己的音乐工作室潮水音乐，並加盟科艺百代旗下附屬廠牌種子音樂，從此開啟了至今令歌迷懷念的“EMI時代”。1995年張信哲推出了專輯《寬容》，這張專輯堪稱是他的巔峰之作，〈不要對他說〉、〈過火〉及〈寬容〉等歌曲皆成為他的代表作品。也讓他拿到了港台星等地區諸多最重要的音樂獎項，包括台灣金曲獎「最佳國語歌曲男演唱人獎」。
1996年是張信哲音樂作品最多產的一年，推出“EMI三部曲”中的第二部國語專輯《夢想》，以及兩張粵語專輯《深情》、《思念》、一張英文專輯《夜色》。國語專輯《夢想》延續了《寬容》的成功，主打歌〈太想愛你〉以及〈且行且珍惜〉（翻唱伍思凱1992年旧作）成為暢銷金曲。
1997年，張信哲推出“EMI三部曲”的第三部國語專輯《摯愛》，主打歌〈用情〉成為另一首經典作品。從1993到1997年間張信哲推出的國語專輯都成為了華語樂壇最暢銷的作品，銷量超越當時很多的港台巨星，張信哲亦成為了台灣的“本土銷量王”。

### 新力時代（1997年－2005年）
張信哲1997年起轉與新力音樂合作。雖然憑藉“哲式情歌”創造了輝煌的成績，但是他自己卻不唯獨鍾情于情歌，曾經想嘗試的不同類型的音樂卻被之前的公司否決，加盟新力的一個重要原因在於可以獲得更多的音樂製作自由度，因此張信哲的音樂風格也開始了新的轉變。同年12月張信哲推出加盟新力的首張國語大碟《直覺》。在製作新專輯的時候，張信哲和製作人均表示暫時不考慮銷量，做一張自己喜歡的專輯。雖然音樂風格的轉變在歌迷中引起了一些爭議，但多年後張信哲坦言《直覺》是他自己最喜歡的一張專輯。
1998年，張信哲首次參加了中国大陆的《春節聯歡晚會》，從此開啟了他在大陸的黃金期。同年，張信哲在上海北京兩地舉辦他在中国大陆的首次個人演唱會《夢想成真》。
1999年張信哲推出了國語专辑《回來》以及單曲《愛就一個字》。《愛就一個字》是動畫電影《寶蓮燈》的主題曲，該曲成為了他在中国大陆最重要的作品，其影響力足以比肩《愛如潮水》。
2000年張信哲再次和李宗盛合作，推出國語大碟《信仰》。雖然這張專輯廣受好評，但是由於盜版、网路mp3開始興起等因素，銷量并不理想。2001年張信哲開始涉足電影，主演《煙雨紅顏》。同年底推出大碟《我好想》，原本這是張信哲和新力唱片的最後一張專輯，不過因為種種原因，張信哲仍然選擇了與新力續約。
2002年張信哲再次唱出了新代表作：韓劇《冬季戀歌》的中文主題曲《從開始到現在》。2004年推出新專輯《下一个永遠》，包括了由松本俊明打造的經典作品《白月光》。2005年他獲得新城國語力「殿堂歌手獎」。
由於唱片業已開始進入蕭條期，加上與唱片公司產生了理念上的不同，大約從2000年開始張信哲經歷了一些事業上的起伏。張信哲後來曾不止一次地表示，2005-2006年是他事業的最低谷時期，唱片公司的重組令他身邊的團隊不停更換，而張信哲在此時亦萌生了退出樂壇的念頭。後來他選擇了和新力提前解約，開啟了獨立製作音樂的新模式。

### 獨立製作時代（2006年至今）
與新力解約后，张信哲開始嘗試完全獨立製作音樂的模式（專輯發行方面交由其它唱片公司），自此開始张信哲的发片速度改为兩年推出一张国语唱片。2006年發行《做你的男人》，此專輯在中國大陸大賣，销量进入華語樂壇年度前三名。在之後的作品里——2007年粤语專輯《雪國八月》、2008年國語專輯《逃生》、2010年的《初》、2012年的《空出來的時間》，張信哲嘗試了不同的音樂類型，包括了中國風、歐洲風、Hip-hop、搖滾等。張信哲坦言自己已經不像以前那樣在意市場的反映，只是想更多地嘗試自己想做的音樂。
另一方面，由於中國大陸演唱會市場的繁榮，張信哲開啟了他個人演唱會的黃金期。從2005年開始，張信哲幾乎每年都會到中國大陸一線城市開個人演唱會，包括「環遊世界」、「時空寄情」、「弦歌有你」、「最好的時光」、「幸福覺哲」、「I SAW 我看見」、「空出來的時間」、「還愛光年」等世界巡迴演唱會，至今保持著在北京與上海地區個人演唱會的最高開唱紀錄。張信哲的個人演唱會甚至也登陸美國、英國、澳洲等英語國家，在2011年成為首位在英國開唱的台灣歌手。
另外，张信哲亦開始嘗試音樂以外其它的演藝類型，出演了音樂劇《電影之歌》（2005）、音樂電影《不完全戀人》（2006）、《明明》（2007）、舞台劇《陪我看電視》（2008-2009）、舞台劇《露露聽我說》（2009，2011)、電影《我和你》（2012），且在2011年接掌「台北故事劇場」，成為團長。
2014年，張信哲更換了新的工作團隊。在音樂發行上主攻數位平台、開啟“單曲先發”的模式。同時，他和新的工作團隊亦開始更積極地與影視、遊戲等媒體合作。同年，張信哲推出了“愛的三部曲”：韓劇《來自星星的你》主題曲中文版《愛你的宿命》，電視劇《古劍奇譚》片尾曲《愛你沒錯》，以及下一張專輯的主題作品《還愛還愛》。張信哲亦從7月開始新的個人巡迴演唱會《還愛光年》。2015年，為動畫《秦時明月之君臨天下》演唱了片尾曲《焚情》。這些歌曲均收錄在同年推出的新專輯《還愛》中。另外，張信哲與著名PC遊戲《仙劍奇俠傳6》合作，演唱主題曲之一《浪花》。
2016年，張信哲參加了《我是歌手第四季》第四期的競演，拿下亞軍。並於3月首次在台北小巨蛋開唱，同時推出了翻唱專輯《歌時代》——以音樂向時代致敬。此外，下一張專輯中的新單曲也開始登陸各大音樂平台，包括了新生代音樂人周興哲創作的《遷徙》。2017年，張信哲推出新專輯《擁恆》，主打歌《永恆的印記》取材自經典歌曲《最愛》，原唱張艾嘉亦參與錄音。新一輪全球巡演《未來式》亦在2018年10月從北京開始。
2019年1月，張信哲推出了與莫斯科交響樂團One Take同步錄音的翻唱專輯《歌時代II》。9月，赴瑞典嘗試創作營模式，和當地音樂人合作製作了兩首新歌，其中一首《慢慢走》已釋出。
2021年3月，發行全新專輯《就懂了》。
2023年2月25日，在台北小巨蛋舉行《未來式2.0》世界巡迴演唱會。

## 音樂作品

### 專輯
| #  | 發行日期       | 專輯名稱     | 語言      | 發行公司                                                                                  |
| -- | -------------- | ------------ | --------- | ----------------------------------------------------------------------------------------- |
| 1  | 1989年3月21日  | 說謊         | 國語      | 巨石音樂/滾石唱片                                                                         |
| 2  | 1989年7月1日   | 憂鬱         | 國語      | 巨石音樂/滾石唱片                                                                         |
| 3  | 1989年11月1日  | 忘記         | 國語      | 巨石音樂/滾石唱片                                                                         |
| 4  | 1992年1月1日   | 永遠摯愛     | 英文      | 巨石音樂                                                                                  |
| 5  | 1992年4月30日  | 知道         | 國語      | 巨石音樂                                                                                  |
| 6  | 1993年5月10日  | 心事         | 國語      | 巨石音樂                                                                                  |
| 7  | 1994年6月1日   | 等待         | 國語      | 巨石音樂                                                                                  |
| 8  | 1994年10月10日 | 心碎深處     | 英文      | 巨石音樂                                                                                  |
| 9  | 1995年9月6日   | 寬容         | 國語      | 科藝百代                                                                                  |
| 10 | 1996年2月16日  | 深情         | 粵語      | 百代唱片(香港)                                                                            |
| 11 | 1996年4月19日  | 夜色         | 英文      | 科藝百代                                                                                  |
| 12 | 1996年7月31日  | 夢想         | 國語      | 科藝百代                                                                                  |
| 13 | 1997年1月16日  | 思念         | 粵語      | 百代唱片(香港)                                                                            |
| 14 | 1997年3月25日  | 摯愛         | 國語      | 科藝百代                                                                                  |
| 15 | 1997年12月18日 | 直覺         | 國語      | 新力音樂                                                                                  |
| 16 | 1998年6月29日  | 到處留情     | 粵語      | 新力音樂（香港）                                                                          |
| 17 | 1999年7月13日  | 回來         | 國語+粤语 | 新力音樂                                                                                  |
| 18 | 2000年6月2日   | 信仰         | 國語      | 新力音樂                                                                                  |
| 19 | 2001年12月5日  | 我好想       | 國語      | 新力音樂                                                                                  |
| 20 | 2004年9月10日  | 下一個永遠   | 國語+粵語 | 新力音樂                                                                                  |
| 21 | 2006年9月8日   | 做你的男人   | 國語      | 海蝶音樂（中國大陸、東南亞地區） 英皇娛樂（香港） 華納唱片（台灣）                        |
| 22 | 2007年9月7日   | 雪國八月     | 粵語      | 英皇娛樂                                                                                  |
| 23 | 2008年4月15日  | 逃生         | 國語      | 海蝶音樂（中國大陸、東南亞地區） 英皇娛樂（香港） 華納唱片（台灣）                        |
| 24 | 2010年9月15日  | 初           | 國語      | 海蝶音樂（中國大陸、東南亞地區） 華研國際（東南亞地區） 英皇娛樂（香港） 華納唱片（台灣） |
| 25 | 2012年12月2日  | 空出來的時間 | 國語      | 金牌大風                                                                                  |
| 26 | 2015年2月11日  | 還愛         | 國語      | 潮水音樂                                                                                  |
| 27 | 2016年3月26日  | 歌時代       | 國語      | 潮水音樂                                                                                  |
| 28 | 2017年11月30日 | 擁恆         | 國語      | 潮水音樂                                                                                  |
| 29 | 2018年9月28日  | 歌時代II     | 國語+粵語 | 潮水音樂                                                                                  |
| 30 | 2021年3月5日   | 就懂了       | 國語      | 潮水音樂                                                                                  |
| 31 | 2025年8月29日  | 屬於         | 國語      | 潮水音樂                                                                                  |

### 精選輯
| # | 發行日期       | 專輯名稱                 | 精選內容      | 發行公司       |
| - | -------------- | ------------------------ | ------------- | -------------- |
| 1 | 1995年         | 絕對想念                 | 國語精選      | 巨石音樂       |
| 2 | 1997年4月1日   | 收藏精選                 | 粵語精選      | 百代唱片(香港) |
| 3 | 1998年4月1日   | 選哲                     | 國語精選      | 科藝百代       |
| 4 | 2000年7月      | 張信哲精選               | 國語精選      | 博德曼音樂     |
| 5 | 2002年6月21日  | 從開始到現在             | 新歌加精選    | 新力博德曼     |
| 6 | 2005年6月10日  | 張信哲Jeff情歌精選(港版) | 國語+粵語精選 | 新力博德曼     |
| 7 | 2007年12月11日 | 絕對收藏 張信哲          | 國語精選      | 新力音樂       |
| 8 | 2014年7月8日   | 永恆金曲                 | 國語精選      | 新力音樂       |

### 單曲
- 2022.6.28 牽繫「倩女幽魂手遊」六週年紀念單曲
- 2022.07.18 牡丹亭 改編自明朝湯顯祖 牡丹亭˙遊園（皂羅袍）
- 2022.08.25 v.s薛之謙 你不是一個人

## 演出

### 演唱會
大型巡迴演唱會
- 時空寄情巡回演唱會（2006－2007年）
- 最好的時光巡回演唱會（2008－2009年）
- 幸福覺哲世界巡回演唱會（2010－2011年）
- I SAW 我看见世界巡回演唱會（2010－2012年）
- 空出來的時間世界巡回演唱會（2012－2014年）
- 還愛光年世界巡回演唱會（2014－2016年）
- 未來式世界巡回演唱會（2018－2020年）
- 未來式2.0世界巡回演唱會（2021－2023年）
- 未來式終極版世界巡回演唱會（2024－2026年）

單場演唱會
- 弦歌有你 - 張信哲 x 香港小交響樂團演唱會（2006年9月22－23日@香港体育馆）
- 弦歌有你 - 新加坡演唱會（2008年3月15日@新加坡博覽中心）
- 寂寞畫室演唱會（2013年1月18日@Legacy Taipei）
- 歌時代Ⅱ音樂會（2018年4月5－6日@北京音乐厅）
- 擁恆演唱會（2018年9月2日@雷諾活動中心（英语：Reno Events Center））
- 爱就懂了演唱會（2023年2月11－12日@雲頂高原雲頂劇場、2023年4月1日@澳門百老匯）

### 演唱会列表

#### 最好的時光巡迴演唱會（2008－2009年）
| 举办时间       | 国家／地区 | 举办城市 | 举办地点   | 备注 |
| -------------- | ---------- | -------- | ---------- | ---- |
| 2008年9月2日   | 中国大陆   | 上海     | 上海大舞台 |      |
| 2008年11月29日 | 中国大陆   | 北京     |            |      |

#### 幸福覺哲世界巡迴演唱會（2010－2011年）
| 举办时间       | 国家／地区 | 举办城市 | 举办地点           | 备注 |
| -------------- | ---------- | -------- | ------------------ | ---- |
| 2009年12月9日  | 中国大陆   | 上海     | 上海大舞台         |      |
| 2010年1月10日  | 加拿大     | 多伦多   |                    |      |
| 2010年1月11日  | 加拿大     | 多伦多   |                    |      |
| 2010年1月30日  | 中国大陆   | 北京     | 北京工人體育館     |      |
| 2010年2月      | 澳門       | 澳門     |                    |      |
| 2010年4月10日  | 中国大陆   | 廣州     | 廣州體育館         |      |
| 2010年4月30日  | 中国大陆   | 天津     | 天津運動中心       |      |
| 2010年5月15日  | 中国大陆   | 重慶     | 重慶奧體中心       |      |
| 2010年8月      |            | 悉尼     |                    |      |
| 2010年8月14日  | 新加坡     | 新加坡   |                    |      |
| 2010年8月      |            | 雪梨     |                    |      |
| 2010年10月2日  | 马来西亚   | 雲頂     | 云顶云星剧场       |      |
| 2010年11月25日 |            | 亞特蘭大 |                    |      |
| 2010年11月27日 | 拉斯維加斯 |          |                    |      |
| 2010-12-24     | 中国大陆   | 陝西西安 | 城市運動公園體育館 |      |
| 2011-02-05     |            | 墨爾本   |                    |      |
| 2011-06-11     | 中国大陆   | 莆田站   | 莆田市運動中心     |      |
| 2011-06-25     | 中国大陆   | 福建廈門 |                    |      |

#### I SAW 我看見世界巡迴演唱會（2010－2012）
| 举办时间       | 国家／地区 | 举办城市 | 举办地点     | 备注 |
| -------------- | ---------- | -------- | ------------ | ---- |
| 2010年12月31日 | 中国大陆   | 上海     | 上海大舞台   |      |
| 2011年2月14日  | 中国大陆   | 旧金山   |              |      |
| 2011年5月1日   | 中国大陆   | 北京     | 首都体育馆   |      |
| 2011年9月      | 马来西亚   | 云顶     | 云顶云星剧场 |      |
| 2011年12月24日 | 中国大陆   | 广州     | 广州体育馆   |      |
| 2012年1月2日   | 中国大陆   | 天津     | 天津体育馆   |      |
| 2012年3月29日  | 香港       | 香港     | 红磡体育馆   |      |
| 2012年3月30日  | 香港       | 香港     | 红磡体育馆   |      |

#### 空出來的時間世界巡迴演唱會（2012－2014年）
| 举办时间       | 国家／地区 | 举办城市 | 举办地点               | 备注 |
| -------------- | ---------- | -------- | ---------------------- | ---- |
| 2012年12月14日 | 马来西亚   | 云顶     | 云顶云星剧场           |      |
| 2012年12月15日 | 马来西亚   | 云顶     | 云顶云星剧场           |      |
| 2012年12月29日 | 中国大陆   | 北京     | 北京万事达中心         |      |
| 2013年2月12日  |            | 悉尼     | The Star--Event Centre |      |
| 2013年3月9日   | 新加坡     | 新加坡   | 新加坡室内体育馆       |      |
| 2013年3月16日  | 中国大陆   | 成都     | 四川省体育馆           |      |
| 2013年3月23日  | 中国大陆   | 上海     | 上海大舞台             |      |
| 2013年4月20日  | 中国大陆   | 南昌     | 江西省体育馆           |      |
| 2013年4月27日  | 中国大陆   | 郑州     |                        |      |
| 2013年5月25日  | 中国大陆   | 重庆     |                        |      |
| 2013年6月15日  | 中国大陆   | 贵阳     |                        |      |
| 2013年6月29日  | 中国大陆   | 福州     | 福建省体育馆           |      |
| 2013年9月20日  | 中国大陆   | 寧波     |                        |      |
| 2013年10月19日 | 中国大陆   | 重慶     |                        |      |
| 2013年10月26日 | 澳門       | 澳門     | 金光綜藝館             |      |
| 2013年12月28日 | 中国大陆   | 南京     |                        |      |
| 2014年1月11日  | 中国大陆   | 杭州     |                        |      |
| 2014年3月8日   | 马来西亚   | 云顶     | 云顶云星剧场           |      |

#### 也愛光年世界巡迴演唱會（2014－2016年）
| 举办时间      | 国家／地区 | 举办城市 | 举办地点               | 备注 |
| ------------- | ---------- | -------- | ---------------------- | ---- |
| 2014年7月18日 | 中国大陆   | 北京     | 北京万事达中心         |      |
| 2015年2月22日 |            | 墨尔本   | The Palladium at Crown |      |
| 2015年8月15日 | 中国大陆   | 山东济南 |                        |      |
| 2016年3月26日 | 臺灣       | 台北     | 台北小巨蛋             |      |

#### 未來式世界巡迴演唱會
| 举办时间                   | 国家／地区           | 举办城市             | 举办地点                                   | 备注                 |
| 未來式世界巡迴演唱會       | 未來式世界巡迴演唱會 | 未來式世界巡迴演唱會 | 未來式世界巡迴演唱會                       | 未來式世界巡迴演唱會 |
| -------------------------- | -------------------- | -------------------- | ------------------------------------------ | -------------------- |
| 2018年10月13日             | 中国大陆             | 北京                 | 凱迪拉克中心                               |                      |
| 2018年10月14日             | 中国大陆             | 北京                 | 凱迪拉克中心                               |                      |
| 2018年11月3日              | 澳門                 | 澳門                 | 金光綜藝館                                 |                      |
| 2018年12月22日             | 中国大陆             | 深圳                 | 深圳灣春繭體育館                           |                      |
| 2019年1月19日              | 中国大陆             | 成都                 | 成都金融城演藝中心                         |                      |
| 2019年4月6日               | 臺灣                 | 台北                 | 台北小巨蛋                                 |                      |
| 2019年4月13日              | 中国大陆             | 廣州                 | 廣州寶能國際演藝中心                       |                      |
| 2019年4月27日              | 中国大陆             | 南京                 | 南京青奧體育公園體育館                     |                      |
| 2019年5月11日              | 新加坡               | 新加坡               | 新加坡室內體育館                           |                      |
| 2019年6月8日               | 中国大陆             | 濟南                 | 濟南奧體中心體育館                         |                      |
| 2019年6月22日              | 中国大陆             | 蘇州                 | 蘇州奧體中心體育館                         |                      |
| 2019年6月29日              | 中国大陆             | 福州                 | 福州海峽奧體中心體育館                     |                      |
| 2019年7月13日              | 马来西亚             | 雲頂                 | 雲頂雲星劇場                               |                      |
| 2019年7月14日              | 马来西亚             | 雲頂                 | 雲頂雲星劇場                               |                      |
| 2019年8月17日              | 中国大陆             | 重慶                 | 重慶華熙文體中心                           |                      |
| 2019年11月16日             | 中国大陆             | 佛山                 | 佛山國際演藝中心                           |                      |
| 2019年11月23日             | 中国大陆             | 寧波                 | 寧波奧體中心體育館                         |                      |
| 2019年11月30日             | 中国大陆             | 長沙                 | 湖南國際會展中心                           |                      |
| 2019年12月14日             | 中国大陆             | 上海                 | 上海賓士文化中心                           |                      |
| 2019年12月15日             | 中国大陆             | 上海                 | 上海賓士文化中心                           |                      |
| 2019年12月21日             | 中国大陆             | 瀋陽                 | 遼寧體育館                                 |                      |
| 2020年1月1日               | 中国大陆             | 無錫                 | 無錫體育中心體育館                         |                      |
| 未來式2.0世界巡迴演唱會    |                      |                      |                                            |                      |
| 2021年10月16日             | 中国大陆             | 海口                 | 海口五源河体育场                           |                      |
| 2021年10月30日             | 中国大陆             | 广州                 | 广东奥体中心体育场                         |                      |
| 2023年2月25日              | 臺灣                 | 台北                 | 台北小巨蛋                                 |                      |
| 2023年4月28日              | 中国大陆             | 杭州                 | 杭州奥体中心体育场                         |                      |
| 2023年5月20日              | 中国大陆             | 南京                 | 南京奥体中心体育场                         |                      |
| 2023年5月27日              | 中国大陆             | 西安                 | 陕西省体育场                               |                      |
| 2023年6月3日               | 中国大陆             | 上海                 | 上海东方体育中心体育馆                     |                      |
| 2023年6月4日               | 中国大陆             | 上海                 | 上海东方体育中心体育馆                     |                      |
| 2023年6月10日              | 中国大陆             | 济南                 | 济南奥体中心体育场                         |                      |
| 2023年6月17日              | 中国大陆             | 深圳                 | 深圳灣春繭體育場                           |                      |
| 2023年6月24日              | 中国大陆             | 武漢                 | 武漢體育中心體育場                         |                      |
| 2023年7月1日               | 中国大陆             | 衢州                 | 衢州體育中心體育場                         |                      |
| 2023年7月8日               | 中国大陆             | 福州                 | 福州海峽奧體中心體育場                     |                      |
| 2023年7月29日              | 中国大陆             | 大連                 | 大連體育中心體育場                         |                      |
| 2023年8月4日               | 中国大陆             | 蘇州                 | 蘇州奧體中心體育場                         |                      |
| 2023年8月5日               | 中国大陆             | 蘇州                 | 蘇州奧體中心體育場                         |                      |
| 2023年8月12日              | 中国大陆             | 石家莊               | 河北奧體中心體育場                         |                      |
| 2023年8月19日              | 中国大陆             | 天津                 | 天津奧體中心體育場                         |                      |
| 2023年8月26日              | 中国大陆             | 廣州                 | 廣州大學城體育中心體育場                   |                      |
| 2023年9月2日               | 中国大陆             | 鄭州                 | 河南省體育中心體育場                       |                      |
| 2023年9月9日               | 中国大陆             | 唐山                 | 運動中心體育場                             |                      |
| 2023年9月16日              | 中国大陆             | 北京                 | 凱迪拉克中心                               |                      |
| 2023年9月17日              | 中国大陆             | 北京                 | 凱迪拉克中心                               |                      |
| 2023年9月23日              | 中国大陆             | 常州                 | 奧體中心體育場                             |                      |
| 2023年9月30日              | 中国大陆             | 合肥                 | 體育中心體育場                             |                      |
| 2023年10月5日              | 中国大陆             | 南昌                 | 國際體育中心體育場                         |                      |
| 2023年10月14日             | 中国大陆             | 貴陽                 | 奧體中心體育場                             |                      |
| 2023年10月21日             | 中国大陆             | 長沙                 | 賀龍體育場                                 |                      |
| 2023年10月28日             | 中国大陆             | 重慶                 | 奧體中心體育場                             |                      |
| 2023年11月4日              | 中国大陆             | 金華                 | 體育中心體育場                             |                      |
| 2023年11月11日             | 中国大陆             | 成都                 | 東安湖體育公園體育場                       |                      |
| 2023年11月18日             | 中国大陆             | 湖州                 | 奧體中心體育場                             |                      |
| 2023年11月25日             | 中国大陆             | 溫州                 | 奧體中心體育場                             |                      |
| 2023年12月2日              | 澳門                 | 澳門                 | 銀河綜藝館                                 |                      |
| 2023年12月9日              | 中国大陆             | 廈門                 | 體育中心體育場                             |                      |
| 2023年12月16日             | 中国大陆             | 曲靖                 | 體育公園體育場                             |                      |
| 2023年12月23日             | 新加坡               | 新加坡               | 新加坡室內體育館                           |                      |
| 2023年12月30日             | 中国大陆             | 佛山                 | 佛山世紀蓮體育中心體育場                   |                      |
| 2024年4月20日              | 中国大陆             | 上海                 | 上海體育場                                 |                      |
| 2024年4月21日              | 中国大陆             | 上海                 | 上海體育場                                 |                      |
| 2024年5月1日               | 中国大陆             | 台州                 | 台州運動中心體育場                         |                      |
| 2024年5月18日              | 中国大陆             | 紹興                 | 中國輕紡城體育中心體育場                   |                      |
| 2024年5月25日              | 中国大陆             | 徐州                 | 徐州奧體中心體育場                         |                      |
| 2024年6月1日               | 中国大陆             | 煙台                 | 煙台運動公園體育場                         |                      |
| 未來式終極版世界巡回演唱會 |                      |                      |                                            |                      |
| 2024年2月28日              | 阿联酋               | 迪拜                 | 迪拜媒体城圆形剧场                         |                      |
| 2024年4月20日              | 中国大陆             | 上海                 | 上海体育场                                 |                      |
| 2024年4月21日              | 中国大陆             | 上海                 | 上海体育场                                 |                      |
| 2024年5月1日               | 中国大陆             | 台州                 | 台州市体育中心                             |                      |
| 2024年5月18日              | 中国大陆             | 绍兴市               | 浙江省绍兴市柯桥区中国轻纺城体育中心体育场 |                      |
| 2024年5月25日              | 中国大陆             | 徐州                 | 徐州奥体中心体育场                         |                      |
| 2024年6月1日               | 中国大陆             | 烟台                 | 烟台体育公园体育场                         |                      |
| 2024年6月9日               | 阿联酋               | 迪拜                 |                                            |                      |
| 2024年6月22日              | 中国大陆             | 呼和浩特市           | 呼和浩特市人民体育场                       |                      |
| 2024年6月29日              | 中国大陆             | 北京市               | 国家体育场-鸟巢                            |                      |
| 2024年6月30日              | 中国大陆             | 北京市               | 国家体育场-鸟巢                            |                      |
| 2024年7月6日               | 中国大陆             | 南京                 | 南京奧體中心體育場                         |                      |
| 2024年7月13日              | 中国大陆             | 西安                 | 西安奧體中心體育場                         |                      |
| 2024年7月20日              | 中国大陆             | 青島市               | 青島市運動中心國信體育場                   |                      |
| 2024年7月27日              | 中国大陆             | 瀋陽                 | 瀋陽奧林匹克運動中心體育場                 |                      |
| 2024年8月10日              | 中国大陆             | 烏魯木齊             | 烏魯木齊市奧體中心體育場                   |                      |
| 2024年8月11日              | 中国大陆             | 烏魯木齊             | 烏魯木齊市奧體中心體育場                   |                      |
| 2024年8月24日              | 中国大陆             | 蘭州市               | 蘭州奧體中心玫瑰體育場                     |                      |
| 2024年8月31日              | 中国大陆             | 洛陽市               | 洛陽新區體育場                             |                      |
| 2024年9月7日               | 中国大陆             | 常熟市               | 常熟市運動中心體育場                       |                      |
| 2024年9月15日              | 中国大陆             | 山西太原             | 山西體育中心體育場                         |                      |
| 2024年9月21日              | 中国大陆             | 滁州                 | 滁州奧體中心體育場                         |                      |
| 2024年9月28日              | 中国大陆             | 南通市               | 南通體育會展中心體育場                     |                      |
| 2024年10月6日              | 中国大陆             | 宜昌市               | 宜昌奧體中心體育場                         |                      |
| 2024年10月13日             | 中国大陆             | 衡陽市               | 衡陽市體育中心體育場                       |                      |
| 2024年10月19日             | 中国大陆             | 南寧市               | 廣西體育中心體育場                         |                      |
| 2024年10月26日             | 中国大陆             | 遵義市               | 遵義市體育事業發展中心（奧體中心）         |                      |
| 2024年11月2日              | 中国大陆             | 成都市               | 成都東安湖體育公園主體育場                 |                      |
| 2024年11月3日              | 中国大陆             | 成都市               | 成都東安湖體育公園主體育場                 |                      |
| 2024年11月8日              | 马来西亚             | 吉隆坡               | 亞通體育館（Axiata Arena）                 |                      |
| 2024年11月9日              | 马来西亚             | 吉隆坡               | 亞通體育館（Axiata Arena）                 |                      |
| 2024年11月16日             | 中国大陆             | 玉溪市               | 雲南玉溪高原運動中心主體育場               |                      |
| 2024年11月24日             | 中国大陆             | 深圳市               | 深圳灣體育中心體育場                       |                      |
| 2024年11月30日             | 中国大陆             | 泉州市               | 泉州市海峽運動中心體育場                   |                      |
| 2024年12月7日              | 中国大陆             | 清遠市               | 清遠體育中心體育場                         |                      |
| 2024年12月14日             | 中国大陆             | 杭州                 | 杭州奧體中心體育場                         |                      |
| 2024年12月15日             | 中国大陆             | 杭州                 | 杭州奧體中心體育場                         |                      |
| 2025年2月1日               | 澳門                 | 澳門                 | 銀河綜藝館                                 |                      |

#### 未來式OUR STORY 世界巡迴演唱會
| 举办时间       | 国家／地区 | 举办城市   | 举办地点 | 备注 |
| -------------- | ---------- | ---------- | -------- | ---- |
| 2025年9月27日  | 美国       | 拉斯維加斯 |          |      |
| 2025年10月4日  | 美国       | 紐約       |          |      |
| 2025年10月18日 | 美国       | 三藩市     |          |      |
| 2025年10月26日 | 加拿大     | 溫哥華     |          |      |
| 2025年10月31日 | 加拿大     | 多倫多     |          |      |
| 2025年11月9日  | 英国       | 倫敦       |          |      |
| 2025年11月14日 | 法國       | 巴黎       |          |      |
| 2025年11月29日 |            | 雪梨       |          |      |
| 2025年12月6日  | 墨爾本     |            |          |      |

### 電視作品
- 《我是歌手_(第四季)》（2016年）
- 《我们的歌 (第二季)》（2020年）
- 《来看我们的演唱会》（2022年）
- 《聲生不息·寶島季》（2023年）
- 《天赐的声音_(第五季)》（2024年）
- 《有歌2024》（2024年）

### 主持
- 中廣流行網《午餐的約會》

## 派台歌曲成績（香港地區）
| 派台歌曲四台上榜最高位置 | 派台歌曲四台上榜最高位置 | 派台歌曲四台上榜最高位置 | 派台歌曲四台上榜最高位置 | 派台歌曲四台上榜最高位置 | 派台歌曲四台上榜最高位置 | 派台歌曲四台上榜最高位置                       |
| ------------------------ | ------------------------ | ------------------------ | ------------------------ | ------------------------ | ------------------------ | ---------------------------------------------- |
| 唱片                     | 歌曲                     | 903                      | RTHK                     | 997                      | TVB                      | 備註                                           |
| 1992年                   |                          |                          |                          |                          |                          |                                                |
| 知道                     | 難以抗拒你容顏           | 11                       | -                        | /                        | /                        |                                                |
| 1993年                   |                          |                          |                          |                          |                          |                                                |
| 心事                     | 愛如潮水                 | -                        | -                        | /                        | /                        |                                                |
| 1994年                   |                          |                          |                          |                          |                          |                                                |
| 等待                     | 別怕我傷心               | 16                       | -                        | /                        | /                        |                                                |
| 等待                     | 有一點動心               | 13                       | -                        | /                        | /                        | 與劉嘉玲合唱                                   |
| 1995年                   |                          |                          |                          |                          |                          |                                                |
| 擁有                     | 曾經愛過                 | 15                       | 14                       | /                        | /                        |                                                |
| 寬容                     | 不要對他說               | 4                        | 3                        | /                        | /                        |                                                |
| 寬容                     | 寬容                     | 26                       | 9                        | /                        | /                        |                                                |
| 1996年                   |                          |                          |                          |                          |                          |                                                |
| 深情 / 窗外              | 註定相愛                 | /                        | -                        | /                        | /                        | 與彭羚合唱                                     |
| 深情                     | 最傷心是誰               | /                        | 1                        | 1                        | 1                        | 三台冠軍歌 首支粵語主打歌 國語版為《忘情忘愛》 |
| 深情                     | 今夜唱甚麼歌             | /                        | 6                        | /                        | /                        |                                                |
| 深情                     | 仍然心痛                 | /                        | /                        | /                        | /                        |                                                |
| 夢想                     | 太想愛你                 | /                        | 8                        | /                        | /                        |                                                |
| 夢想                     | 我是真的                 | /                        | 9                        | /                        | /                        |                                                |
| 思念                     | 早知道愛上你             | /                        | 5                        | /                        | /                        |                                                |
| 1997年                   |                          |                          |                          |                          |                          |                                                |
| 思念                     | 沒有人知的故事           | /                        | /                        | /                        | /                        |                                                |
| 思念                     | 如果你快樂               | /                        | 10                       | /                        | /                        |                                                |
| 摯愛                     | 用情                     | /                        | /                        | /                        | /                        |                                                |
| 張信哲收藏精選           | 你如何失戀               | /                        | ／                       | /                        | /                        | 國語版為《快樂》                               |
| 直覺                     | 信                       | -                        | 9                        | -                        | -                        |                                                |
| 1998年                   |                          |                          |                          |                          |                          |                                                |
| 直覺                     | 直覺                     | 9                        | 7                        | 5                        | 10                       |                                                |
| 到處留情                 | 多心                     | 9                        | 13                       | -                        | -                        |                                                |
| 到處留情                 | 到處留情                 | 7                        | 5                        | 6                        | 4                        |                                                |
| 哈林No.1精選輯           | 愛，轉動                 | 9                        | 10                       | 11                       | -                        | 與庾澄慶合唱                                   |
| 到處留情                 | 憎你                     | -                        | -                        | 9                        | -                        |                                                |
| 1999年                   |                          |                          |                          |                          |                          |                                                |
| 回來                     | 世界這分鐘               | 8                        | -                        | -                        | -                        |                                                |
| 2000年                   |                          |                          |                          |                          |                          |                                                |
| 信仰                     | 信仰                     | 7                        | -                        | -                        | -                        |                                                |
| 信仰                     | 我能相信                 | 20                       | -                        | -                        | -                        |                                                |
| 2001年                   |                          |                          |                          |                          |                          |                                                |
| 我好想                   | Good Bye Yesterday       | -                        | -                        | 5                        | -                        |                                                |
| 2002年                   |                          |                          |                          |                          |                          |                                                |
| 我好想                   | 愛就一個字               | -                        | -                        | 4                        | -                        |                                                |
| 從開始到現在             | 從開始到現在             | -                        | -                        | -                        | -                        |                                                |
| 2004年                   |                          |                          |                          |                          |                          |                                                |
| 下一個永遠               | 白月光                   | -                        | -                        | -                        | -                        |                                                |
| 下一個永遠               | 惹塵                     | -                        | -                        | -                        | -                        |                                                |
| 2006年                   |                          |                          |                          |                          |                          |                                                |
| 做你的男人               | 做你的男人               | 19                       | 5                        | -                        | -                        |                                                |
| 2007年                   |                          |                          |                          |                          |                          |                                                |
| 雪國八月                 | 寧靜雪                   | 19                       | -                        | 13                       | -                        |                                                |
| 雪國八月                 | 算                       | -                        | -                        | 8                        | 1                        |                                                |
| 雪國八月                 | 轉機                     | -                        | -                        | -                        | -                        |                                                |
| 2008年                   |                          |                          |                          |                          |                          |                                                |
| 逃生                     | 單車與跑車               | -                        | 13                       | -                        | -                        | MC Hotdog合唱                                  |
| 逃生                     | 逃生                     | -                        | -                        | -                        | 3                        |                                                |
| 2010年                   |                          |                          |                          |                          |                          |                                                |
| 初 專輯                  | 最初                     | -                        | -                        | -                        | -                        |                                                |
| 2011年                   |                          |                          |                          |                          |                          |                                                |
| 初 x 花季未了 香港特別版 | 陪伴（希望版）           | -                        | -                        | -                        | -                        |                                                |
| 2012年                   |                          |                          |                          |                          |                          |                                                |
| 空出來的時間             | 空出來的時間剛好拿來寂寞 | -                        | -                        | -                        | -                        |                                                |
| 2013年                   |                          |                          |                          |                          |                          |                                                |
| 空出來的時間             | 三十好幾                 | -                        | -                        | -                        | -                        |                                                |

| 903 | RTHK | 997 | TVB | 備註              |
| 0   | 1    | 1   | 2   | 四台冠軍歌總數：0 |

## 獎項

### 金曲獎
| 年份   | 頒獎典禮    | 獎項                   | 作品     | 結果 |
| 1991年 | 第2屆金曲獎 | 最佳男演唱人獎         | 《忘記》 | 提名 |
| 1996年 | 第7屆金曲獎 | 最佳國語歌曲男演唱人獎 | 《寬容》 | 獲獎 |
| 1997年 | 第8屆金曲獎 | 最佳國語男演唱人獎     | 《夢想》 | 提名 |

## 争议事件
2021年，中国内地公民实名举报張信哲，举报内容包括张信哲代言欧宝娱乐公司的赌博网站。后张信哲就此事道歉。

## 外部連結
- 张信哲的Facebook專頁
- 张信哲的新浪博客
- 張信哲的新浪微博
- 張信哲在互联网电影资料库（IMDb）上的資料（英文）